# Kauf Alaskas

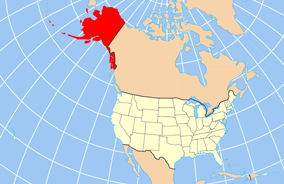
Nordamerika, Alaska farblich hervorgehoben.

Der Kauf Alaskas seitens der Vereinigten Staaten (englisch Alaska Purchase) beziehungsweise der Verkauf von Alaska durch das Russische Kaiserreich (russisch продажа Аляски/prodaža Alâski „Verkauf Alaskas“) ist die 1867 vertraglich geregelte Überlassung russischer Ansprüche auf ein etwa 1,6 Millionen km² (600.000 Quadratmeilen) umfassendes Areal des heutigen Bundesstaates Alaska für den Preis von 7.200.000 US-Dollar.

## Hintergrund

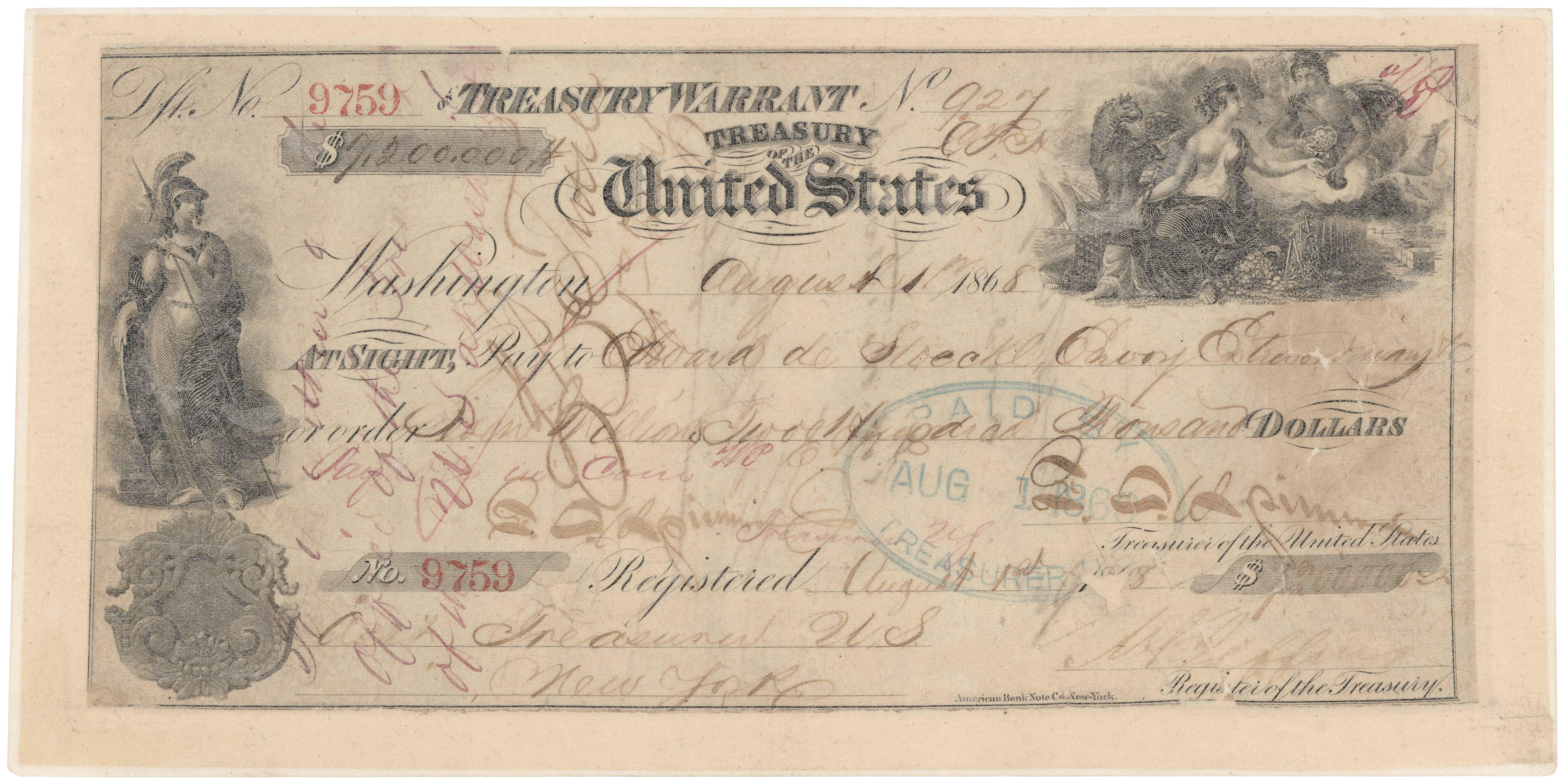
Der Scheck über den Kaufpreis in Höhe von 7,2 Millionen US-Dollar

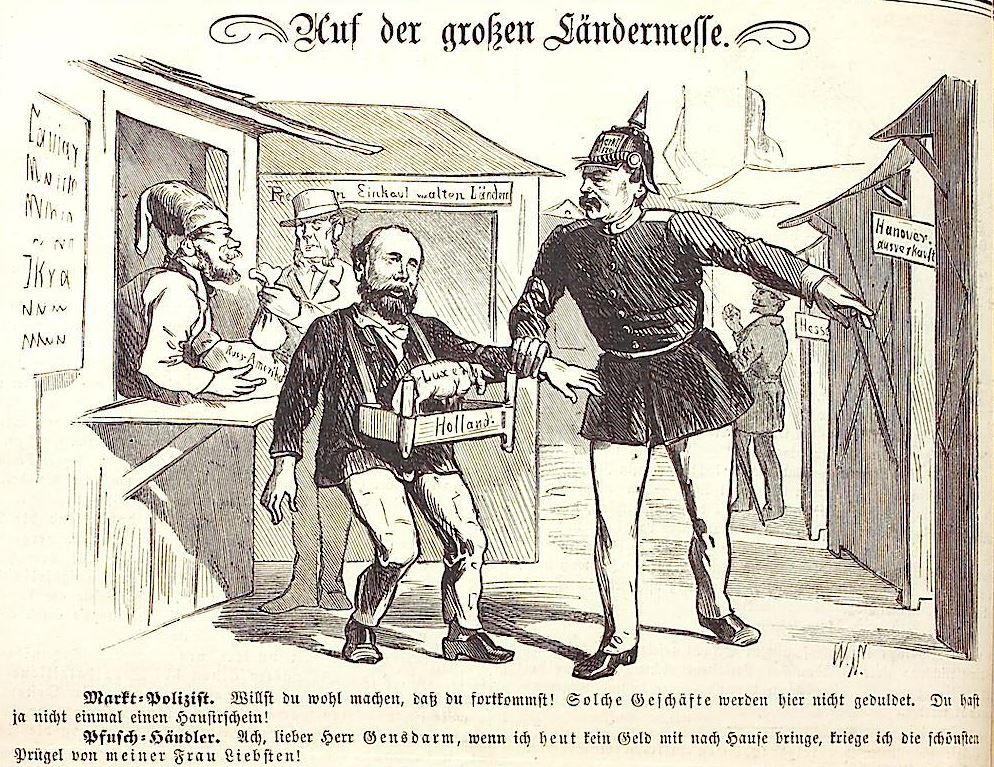
Der Verkauf von Alaska auf der „großen Ländermesse“ im Hintergrund, Kladderadatsch vom 5. Mai 1867

Bis in die 1830er Jahre ließen sich etwa 800 Russen in Alaska nieder, hinzu kamen versklavte Einheimische, die teilweise unter Zwang russisch-orthodox christianisiert wurden. Sie siedelten hauptsächlich auf den vorgelagerten Inseln Kodjak (ab 1784) und Sitka (ab 1799), Hauptort wurde Novo-Archangelsk auf Sitka. Auf Initiative von Grigori Schelichow entstand nach dessen Tod 1799 die Russisch-Amerikanische Kompanie, deren erster Direktor Aleksandr Baranov war. Weil die Versorgung mit Lebensmitteln schwierig war, gründeten die Russen ab 1806 Niederlassungen im heutigen Kalifornien, darunter Fort Ross, das sie 1841 verkauften. Zu dieser Zeit verschlechterte sich die wirtschaftliche Lage der Russen in Alaska zunehmend, da die Pelztierbestände zur Neige gingen. Das Russische Reich befand sich nach dem Krimkrieg in einer prekären finanziellen Situation. Zudem befürchtete es den kompensationslosen Verlust Alaskas in einem militärischen Konflikt, insbesondere mit dem Vereinigten Königreich Großbritannien und Irland. Dessen Marine hätte dieses äußerst schwer zu verteidigende Territorium leicht erobern können. Folglich beschloss Zar Alexander II. den Verkauf Alaskas an die Vereinigten Staaten und beauftragte den Botschafter Russlands in Washington, Baron Eduard von Stoeckl, mit dem Außenminister der Vereinigten Staaten William H. Seward in Verhandlungen zu treten. Mit dem Beginn des Bürgerkrieges in den USA wurde ein erster von amerikanischen Beamten initiierter Versuch, Russisch-Amerika zu kaufen, zunichtegemacht. Nachdem sie danach erst inoffiziell verhandelten, hatten sie 1867 dann ernsthafte Gespräche.
Die Verhandlungen endeten in einer die ganze Nacht andauernden Sitzung, zu deren Ende gegen 4 Uhr am Morgen des 30. März der Kaufvertrag unterschrieben wurde. Der Kaufpreis wurde auf 7,2 Millionen US-Dollar festgesetzt. Ein höheres Angebot der Briten wurde abgelehnt. Das Echo der Öffentlichkeit fiel weitgehend positiv aus; laut einem Historiker gab es jedoch auch Bedenken gegen den Kauf:

„Es wurde angeführt, dass wir bereits die Bürde trugen, ein riesiges Gebiet zu besitzen, ohne dass wir es mit Menschen besiedeln konnten. Die Indianer innerhalb der gegenwärtigen Grenzen der Vereinigten Staaten beanspruchten bereits mehr als genug unsere Fähigkeit, eingeborene Völker zu regieren. Konnte es dann wirklich sein, dass wir heute sehenden Auges versuchen würden, unsere Schwierigkeiten noch zu erhöhen, indem wir die Zahl solcher Menschen unter unserer Regierung noch vergrößerten? Der Kaufpreis war sehr hoch; die jährlichen Ausgaben für Verwaltung, zivile wie militärische, würden noch ansteigen, und zwar über einen längeren Zeitraum hinweg. Das zur Abtretung vorgesehene Territorium grenzte nicht an unseren gegenwärtigen Herrschaftsbereich an. Es war weit weg gelegen, in einer unannehmlichen und gefährlichen Entfernung. Der Vertrag war im Geheimen vorbereitet und um vier Uhr morgens unterzeichnet und dem Land angedreht worden. Es war einfach nur eine finstere Tat, mitten in der Nacht durchgeführt […] Die New York World nannte es eine ‚gelutschte Orange‘. Das Land besaß nichts Wertvolles, abgesehen von einigen Pelztieren, die durch exzessive Jagd bereits am Rande der Ausrottung standen. Mit Ausnahme der Inselkette der Aleuten und dem dünnen Landstreifen entlang der Südküste wäre das Land es nicht einmal wert, als Geschenk angenommen zu werden. […] Falls nicht Gold gefunden werden würde, würde viel Zeit vergehen, bis das Gebiet die Segnungen von Druckerpressen, methodistischen Kirchen und Recht und Ordnung erhalten könnte. Für die New York Tribune war es eine ‚gefrorene Wildnis‘.“

## Die Sichtweise Washingtons
Dass das gekaufte Land zu dieser Zeit als Seward’s Folly („Sewards Torheit“), Seward’s Icebox („Sewards Gefriertruhe“) und Präsident Andrew Johnsons polar bear garden („Eisbärpark“) verspottet worden wäre, galt lange als erfundene Legende. Inzwischen weiß man durch später veröffentlichte Briefe, dass Alaska tatsächlich von etlichen Abgeordneten des Senats als persönliche Bereicherung Johnsons betrachtet wurde. Die abgedruckten Verspottungen führten nationale Historiker in die Irre, da sie zuerst davon ausgingen, dass der Kauf bei der amerikanischen Bevölkerung nicht beliebt gewesen sein war. Tatsächlich kamen die Wissenschaftler und Journalisten des Landes zu dem Schluss, dass der Kauf sinnvoll wäre. Eine Umfrage unter großen US-Zeitungen im Sommer 1867 ergab, dass fast alle den Kauf redaktionell befürworteten oder dazu schwiegen.

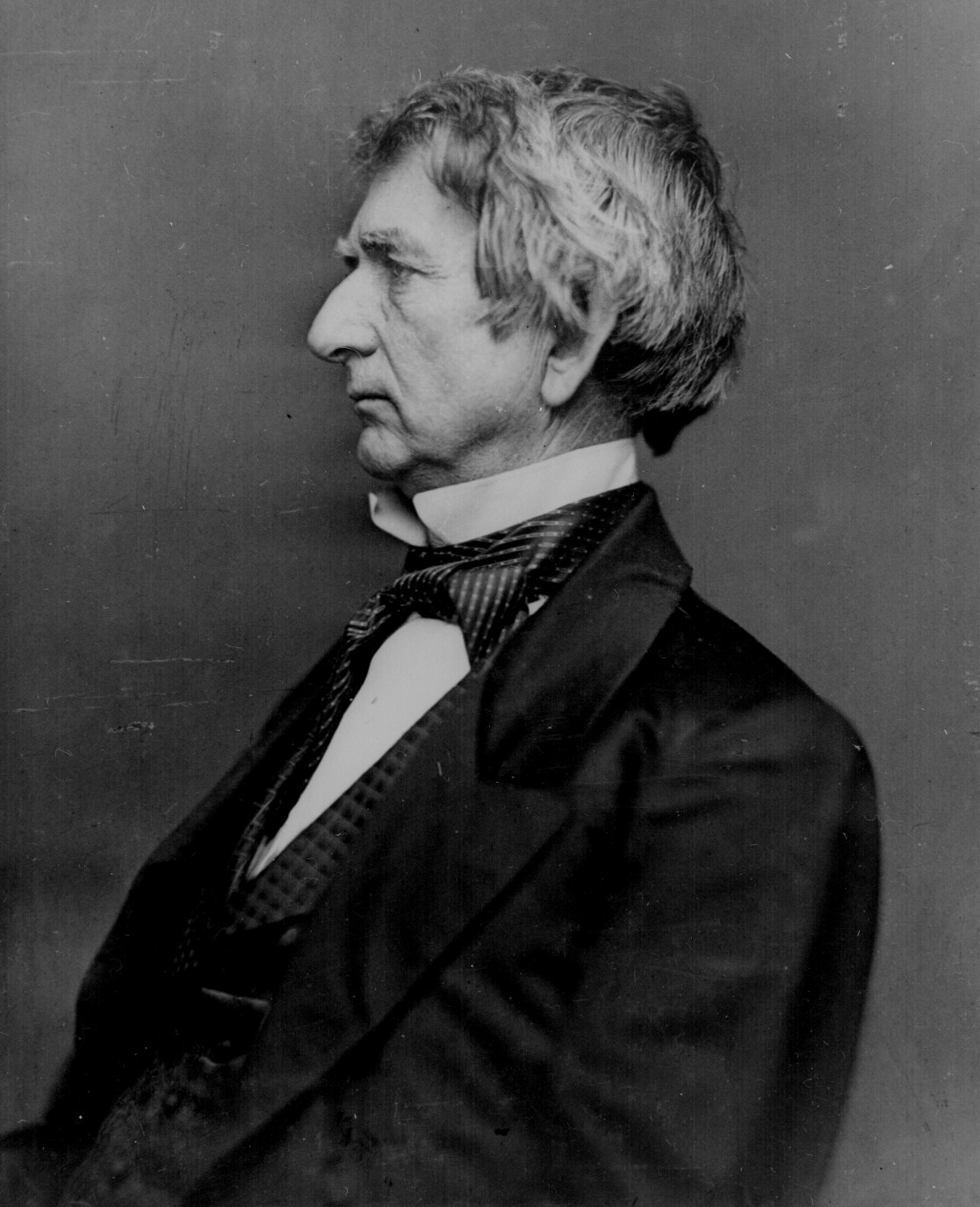
US-Außenminister William H. Seward

Die Unterzeichnung des Vertrags wurde durch Außenminister Seward vorangetrieben, der eine Expansion der Vereinigten Staaten befürwortete, sowie durch Charles Sumner, den Vorsitzenden des Senatsausschusses. Sie führten das Argument an, dass die strategischen Interessen der Nation den Vertrag nötig machten. Während des Bürgerkrieges war Russland den Nordstaaten ein wertvoller Verbündeter gewesen, das Vereinigte Königreich hingegen beinahe offen als Feind aufgetreten. Es schien nur recht und gut, Russland zu helfen und dabei die Pläne der Briten zu vereiteln. Darüber hinaus gab es das Problem des angrenzenden Areals, das den Briten (und heute Kanada) gehörte. Da es fast vollständig an das Gebiet der Vereinigten Staaten grenzte, mochte es für das Vereinigte Königreich von geringem strategischen Wert sein und könnte somit eines Tages gekauft werden. Der Kauf, vom New York Herald bekannt gegeben, war eine Warnung des Zaren an Frankreich und das Vereinigte Königreich, dass sie „auf diesem Kontinent nichts zu suchen hätten“. „Kurz gefasst war es ein taktischer Schachzug über die Flanke“ auf Kanada, schrieb der einflussreiche New York Tribune. Schon bald würde die Welt im Nordwesten einen „feindseligen Cockney, flankiert von zwei wachsamen Yankees“ sehen, und John Bull würde schon noch dazu gebracht werden einzusehen, dass seine einzige Möglichkeit darin bestand, seine dortigen Interessen an Brother Jonathan (damit ist eine die USA personifizierende Symbolfigur gemeint) zu verschachern.
Am 9. April hielt Sumner eine längere Rede, in der er den Vertrag öffentlich verteidigte. Er ging dabei genauer auf Alaskas Geschichte, Klima, natürliche Beschaffenheit, Bevölkerung und Rohstoffe – Wälder, Minen, Pelze, Fischereien – ein. Da er verhältnismäßig gebildet war, zitierte er die Aussagen berühmter Geographen und Navigatoren wie etwa Alexander von Humboldt, Joseph Billings, Juri Lisjanski, Friedrich Benjamin von Lütke, Otto von Kotzebue, Joseph Ellison Portlock, James Cook, John Meares sowie Ferdinand von Wrangel. Nachdem er die Rede beendet hatte, gab er zu, dass er „ein wenig mehr getan hatte als nur die Waagschalen zu halten“. Wenn sich diese auf eine Seite geneigt hätte, fuhr er fort, läge das nur daran, dass „Vernunft oder Zustimmung für diese Seite die gewichtigeren waren“. Bald schon, fuhr Sumner fort, „wird ein erfahrener Menschenschlag von unerschrockenen Seefahrern, bereit zu geschäftlichen oder patriotischen Unternehmungen, zu diesen Küsten strömen. Der Handel wird neue Muskeln und das Land neue Verteidiger erhalten; und die Flagge der Nation wird neue Hände finden, von denen sie aufgestellt werden wird. Verleiht dem Gebiet die Segnungen der amerikanischen Demokratie“, drängte er, „und ihr werdet das verleihen, was sogar noch besser ist als das, was ihr selbst erhaltet, seien es Zentner von Fischen, Sandbänke voller Gold, Felle von bester Qualität oder wunderschönes Elfenbein. Unsere Stadt“, rief er, „kann nichts weniger als der nordamerikanische Kontinent mit den Toren zu allen umgebenden Ozeanen sein.“ Er führte weiter das Argument an, dass der Vertrag ein „sichtbarer Schritt“ in diese Richtung sei. Durch die Umstände des Vertrags sollten „wir einen weiteren Monarchen von diesem Kontinent verweisen. Einer nach dem anderen hatte sich zurückgezogen – zuerst Frankreich, dann Spanien, dann noch einmal Frankreich, und nun Russland; und sie alle machten den Weg frei für diese Einheit, die alles in sich aufnimmt, was schon in unserem nationalen Wahlspruch verkündet wird – E pluribus unum.“

## Ratifizierung und Inkrafttreten des Kaufvertrags

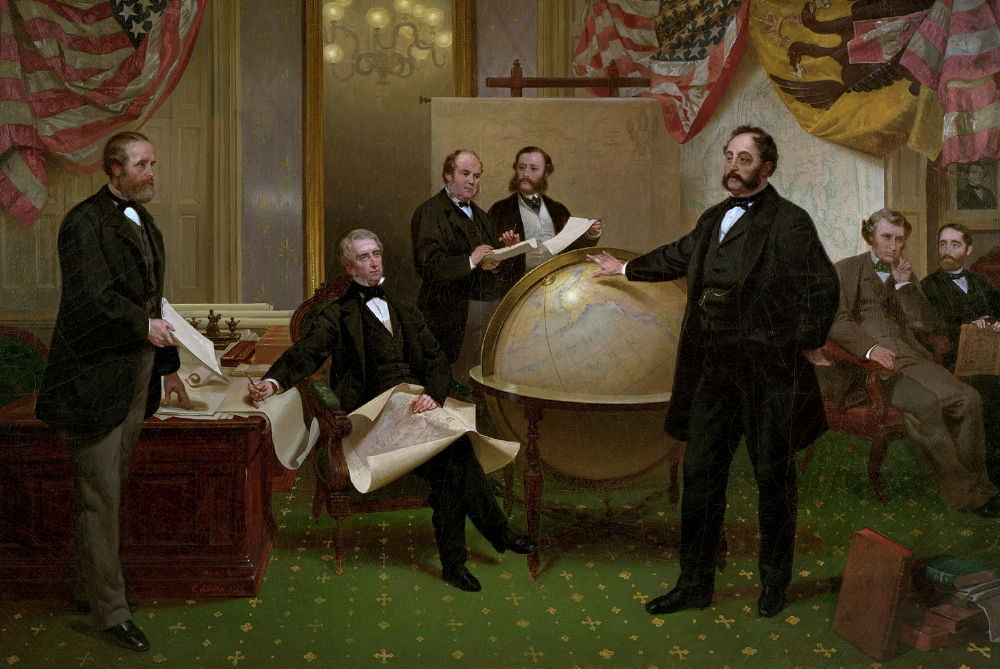
William H. Seward und Eduard von Stoeckl bei den Verhandlungen zum Alaska Purchase. Gemälde von Emanuel Leutze

Der Senat der Vereinigten Staaten ratifizierte den Vertrag am 9. April 1867 durch eine Abstimmung mit 37 Pro- gegen nur 2 Contra-Stimmen. Jedoch wurde die Bewilligung der zum Kauf Alaskas benötigten Geldmenge auf Grund des Widerstandes innerhalb des Repräsentantenhauses um über ein Jahr verzögert. Schließlich genehmigte die Parlamentskammer die Bereitstellung des Geldes doch noch durch eine Abstimmung mit 113 zu 48 Stimmen.
Sumner berichtete von russischen Schätzungen, denen zufolge Alaska nur von rund 2500 Russen und Mischlingen sowie 8000 Ureinwohnern, also insgesamt gut 10.000 Einwohnern besiedelt war, die unter der Oberhoheit der Russischen Pelzhandelsgesellschaft standen, und möglicherweise 50.000 Eskimos und Indianern außerhalb deren Hoheitsbereiches. Die Europäer hatten sich an 23 Handelsposten angesiedelt, die sich günstig gelegen auf den Inseln und an der Küste befanden. Die kleineren Posten waren mit jeweils nur vier oder fünf Russen besetzt und hatten den Zweck, die von den Indianern erhandelten Felle zu lagern und bei Ankunft der Schiffe der Pelzhandelsgesellschaft zur Verschiffung bereitzuhalten. Es gab zwei größere Ansiedlungen: Nowo-Archangelsk (das heutige Sitka) war 1804 gegründet worden, um den lukrativen Handel mit Seeotterfellen zu koordinieren. Die kleine Stadt bestand aus 116 kleinen Blockhäusern mit insgesamt 968 Einwohnern. Die zweite Siedlung war St. Paul auf Kodiak Island mit 100 Blockhütten und 283 Siedlern. Hier befand sich das Zentrum der Robbenjagd.
„Alaska“, ein Begriff aus der Sprache des Volkes der Aleuten, wurde von den Amerikanern gewählt. Die Feier der offiziellen Übergabe fand am 6. Oktoberjul. / 18. Oktober 1867greg. statt. Durch den Wechsel vom Julianischen zum Gregorianischen Kalender dauerte der Oktober des Jahres 1867 in Alaska nur ca. drei Wochen. Russische und amerikanische Soldaten hielten vor dem Haus des Gouverneurs eine Parade ab; dann wurde die russische Flagge eingezogen und an ihrer Stelle die amerikanische unter den Salutschüssen der Artillerie aufgezogen. Fregattenkapitän Alexei Alexejewitsch Peschtschurow sprach schließlich die entscheidenden Worte: „General Rousseau, im Namen Seiner Majestät, des Zaren von Russland, übergebe ich das Territorium von Alaska an die Vereinigten Staaten.“ General Lovell Rousseau nahm das Gebiet an. Eine Anzahl von Forts, Blockhütten und Holzhäusern war den Amerikanern übergeben worden. Die Truppen zogen in die Kasernen ein; General Jefferson C. Davis schlug sein Quartier im Haus des Gouverneurs auf und die meisten russischen Siedler kehrten in ihre Heimat zurück. Nur einige Händler und Priester entschieden sich zu bleiben.
Am Alaska Day wird heute noch die offizielle Übergabe Alaskas von Russland an die USA vom 18. Oktober 1867 gefeiert. Die Unterzeichnung wird am sogenannten Seward’s Day gefeiert, dem letzten Montag im März. Er ist gesetzlicher Feiertag in Alaska.

## Versuch des Verkaufs an Liechtenstein
Am 17. November 2018 wurde durch eine Dokumentation aus der Serie SRF bi de Lüt des schweizerischen Fernsehens die Information verbreitet, dass der russische Zar im Jahre 1867 Alaska zunächst dem Fürsten von Liechtenstein zum Kauf angeboten hätte. Dieser habe aber abgelehnt. Erst dann sei das Gebiet den USA zum Kauf angeboten worden. Ähnliches berichtete auch die Welt am Sonntag bereits 2015. Die Behauptung wurde in den Medien zunächst als Gerücht bezeichnet. Jedoch wandte sich Fürst Hans-Adam II. von und zu Liechtenstein einige Tage später mit einem Leserbrief an die liechtensteinischen Zeitungen, in welchem er deutlich zum Ausdruck brachte, dass es sich um kein Gerücht handele. Vielmehr sei das Alaska-Kaufangebot und auch das Bedauern darüber, es ausgeschlagen zu haben, immer wieder in der fürstlichen Familie diskutiert worden. Er zeigte sich zudem optimistisch, dass bislang noch fehlende schriftliche Belege für das Kaufangebot in Archiven auftauchen könnten.